# André Breton

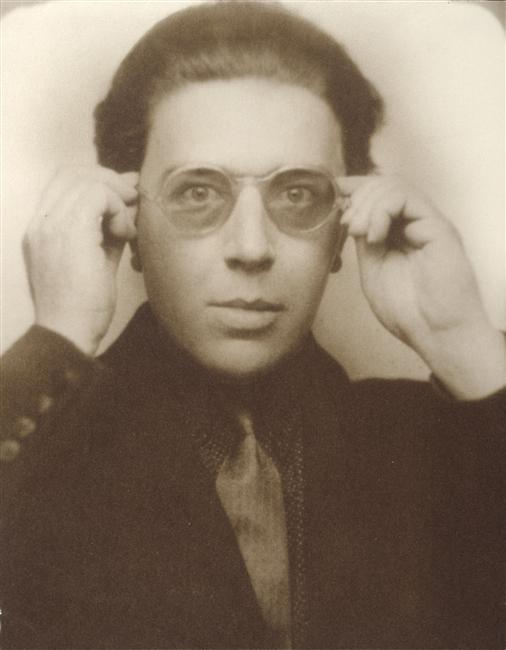
André Breton în 1924

André Breton (n. 18 februarie 1896, Tinchebray, Franța - d. 28 septembrie 1966) a fost poet, eseist, editor, critic literar și artistic francez, șef inițiator și unul dintre fondatorii curentului cultural al suprarealismului, împreună cu Louis Aragon, Philippe Soupault, Paul Eluard, Luis Buñuel și Salvador Dalí (printre alții).
Manifestele suprarealiste ale lui Breton (primul și al doilea) conțin cele mai importante expuneri teoretice ale mișcării.

## Biografie
André Breton s-a născut la Tinchebray (Orne) ca fiu al unui negustor. Și-a petrecut copilăria pe meleagurile britanice începând să scrie de mic poeme - l-a cunoscut pe poetul Paul Valéry. A studiat medicina și mai târziu psihiatria, datorită căreia, în 1921, l-a cunoscut pe Sigmund Freud. În timpul primului război mondial, l-a cunoscut pe Jacques Vaché, un dadaist înfocat.

### De la dadaism la suprarealism
În 1916 el s-a alăturat curentului cultural dadaist, dar după un timp a formulat o serie de obiecții la adresa dadaismului, declarând: „Lasă tot. Lasă Dada. Lasă-ți nevasta. Lasă-ți amanta. Lasă-ți speranțele și temerile. Lasă-ți copii în păduri. Lasă-ți substanța pentru umbră. Lasă-ți viața ușoară, lasă-ți ceea ce aveai pentru viitor. Haide, la drum”. Atunci s-a întors la suprarealism și a colaborat cu Louis Aragon și Philippe Soupault la revizuirea operei literare. Foarte importante pentru Breton au fost întâlnirile din timpul războiului cu Guillaume Apollinaire.
Manifestul său suprarealist a fost publicat în 1924. Influențat de teoriile psihologice, Breton definea suprarealismul ca fiind „automatism psihic pur, prin care se propune să se exprime - verbal, în scris sau în orice alt mod - funcționarea efectivă a gândirii. Dictarea gândirii, în absența oricărui control exercitat de rațiune, eliberată de orice preocupare estetică sau morală”. În Al doilea manifest, Breton afirmă că suprarealismul luptă să obțină „avantaj mintal, din care viața și moartea, realul și imaginarul, trecutul și viitorul, înțelesul și neînțelesul, nu vor mai fi percepute contradictoriu”.
Breton și colegii lui credeau că izvoarele libertății personale și liberării sociale stau în inconștient. Au găsit exemple în tablourile pictorilor Hieronymus Bosch și James Ensor, în scrierile lui Charles Baudelaire, Arthur Rimbaud, Alfred Jarry și chiar în conceptele revoluționare ale lui Karl Marx.
Deși mișcarea suprarealistă a fost, încă de la început, în continuă schimbare sau conflictuală, totuși, în toate lucrările majore, La Révolution surréaliste (1924 - 1930) și Le Surréalisme au service de la révolution (1930 - 1933), au canalizat cooperarea și răspândirea ideilor și peste hotarele Franței.
„Subiectivitatea și obiectivitatea comit o serie de atacuri una alteia în timpul vieții unde prima suferă cele mai mari lovituri” (citat din Nadja, 1928).
Din 1930 publică câteva colecții de poeme printre care Iubire nebună (1937), volum ce apără emoțiile iraționale ale iubiților, inspirat din mitul Cenușăresei. Proza scrisă de el a fost mai bine văzută decât poeziile sale dintre care se remarcă opera Nadja (publicată în 1928), un portret al lui Breton și al unei femei nebune. Titlul se referă la un nume de femeie, de fapt numele soției sale, și începutul cuvântului "speranță" sau "nădejde" în rusește.

### Breton și Lévi-Strauss
Într-o plimbare cu barca la Martinique, în 1941, Breton îl cunoaște pe antropologul Claude Lévi-Strauss cu care discută despre creația artistică. Claude Lévi-Strauss critică definiția dată de Breton unei capodopere spunând că este un rezultat al spontaneității minții fără a analiza valoarea estetică a operei. Breton îi răspunde că „foarte puțin îl interesează ierarhia operelor suprarealiste – chiar dacă am făcut o ierarhie a operelor romantice și simboliste.”
În timpul războiului Breton a scris trei poeme epice în care a tratat tema exilului. După cel de-al doilea război mondial el a călătorit în sud-vestul și în vestul Indiei, întorcându-se în Franța în 1946. La scurt timp după întoarcerea în Franța, Breton devine un fel de mentor/meditator al unui grup de tineri suprarealiști.
Între 1940 și 1950 el a scris eseuri și colecții de poeme printre care Arcane 17 (1945). Ultima sa lucrare poetică se numește CONSTELLATIONS (1959).

### Deces
Moare la Paris, la data de 28 septembrie 1966.

## Legături externe
- en  André Breton's Nadja